# دان ون
دان ون (انگلیسی: Dan Wen؛ زادهٔ ۱۴ ژوئن ۱۹۹۹) بازیکن هاکی روی چمن اهل چین است.